# Список аеропортів Чехії

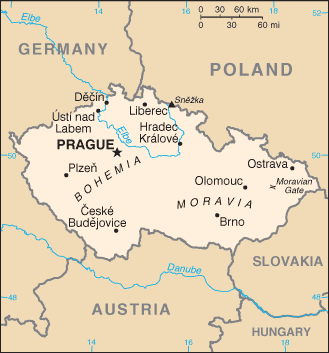
Карта Чехії

Список аеропортів Чехії, упорядкований за кількістю пасажирів.

## Аеропорти
Аеропорт Чехії з кількістю пасажирів, що було обслужені в 2014 / 2015 роках.
| Номер  | Аеропорт     | Місто        | Код IATA / Код ICAO | 2014       | 2015       | 2016       | 2017       | Зміна   |
| ------ | ------------ | ------------ | ------------------- | ---------- | ---------- | ---------- | ---------- | ------- |
| 1.     | Прага        | Прага        | PRG / LKPR          | 11 149 926 | 12 030 928 | 13,074,517 | 15,415,001 | ▲ 7.9%  |
| 2.     | Брно         | Брно         | BRQ / LKTB          | 486 134    | 466 046    | 417,725    | 470,285    | ▼ 4.1%  |
| 3.     | Острава      | Острава      | OSR / LKMT          | 297 691    | 308 933    | 258,223    | 324,116    | ▲ 3.8%  |
| 4.     | Карлові Вари | Карлові Вари | KLV / LKKV          | 171 192    | 103 560    |            |            | ▼ 39.5% |
| 5.     | Пардубиці    | Пардубиці    | PED / LKPD          | 150 056    | 59 260     | 31,174     | 88,490     | ▼ 60%   |
| Всього | Всього       | Всього       | Всього              | 12 254 999 | 12 968 727 |            |            | ▲ 5.8%  |